# Carl Hilty
Carl Andreas Hilty (Werdenberg perto de Grabs, cantão de St. Gallen, 28 de fevereiro de 1833 - Clarens perto de Montreux, 12 de outubro de 1909) foi um advogado constitucional suíço, político, eticista e teólogo leigo.
A Casa Vermelha onde Hilty nasceu, com o brasão da família do não nobre "Hiltinge": lírio dourado sobre fundo vermelho
Hilty nasceu filho do médico Johann Ulrich Hilty, que trabalhava em Chur, e que comprou o abandonado Castelo de Werdenberg em leilão em 1835 por causa dos laços de sua família com a cidade de Werdenberg, que cresceram ao longo dos séculos. Sua esposa Elisabeth (nascida Kilias), que veio de Chur e morreu em 1847, era filha de um ex-médico do regimento francês.

## Livros
- Der moderne Gesindevertrag. 2. Aufl. Hitz'schen Buchhandlung, Chur 1893.
- Frauenstimmrecht. In: Hilty, Carl (Hg.): Politisches Jahrbuch der Schweizerischen Eidgenossenschaft. Bern, 1897 (Digitalisat und Volltext im Deutschen Textarchiv).
- Für schlaflose Nächte. Hinrichs, Leipzig 1901.
- Bausteine. Aphorismen und Zitate aus alter und neuerer Zeit. Edward Erwin Meyer, Leipzig/Aarau/Wien 1910.
- Das Evangelium Christi. Mit einigen erläuternden Anmerkungen. Huber, Leipzig/Frauenfeld 1910.
- Bausteine zum Glück. / Epiktets Handbüchlein der Moral. Hrsg. von Raphael Baer. Bär, Niederuzwil 2010, ISBN 978-3-9523212-4-9.
- Politische Verantwortung : Politisches Jahrbuch der Schweizerischen Eidgenossenschaft 1886–1910. Hrsg. von Raphael Baer. Bär, Niederuzwil 2010, ISBN 978-3-9523212-5-6.
- Von der Heiligkeit der Ehe / Meine Grundsätze in der familiären Erziehung / Der mangelhafte Beitrag der staatlich organisierten Schulen für Selbsterziehung und Leben. In: Raphael Baer (Hrsg.): Ehe, Familie, Gesellschaft. Red. Jerzy Kułaczkowski. Bär, Niederuzwil 2011, ISBN 978-3-9523212-6-3, S. 717–730, 731–740, 741–750.
- Moderne Heiligkeit / Die neue Reformation. In: Raphael Baer (Hrsg.): Sankt Gallus: Geschichte – Legende – Interpretation. Bär, Niederuzwil 2011, ISBN 978-3-9523212-7-0, S. 97–104, 136 f.